# 伍德努克王宮
伍德努克王宮（印度尼西亞語：Istana Woodneuk），廢棄之兩層宮殿，位於前泰瑟公園內，以荷蘭路及泰瑟大道為界，並靠近新加坡植物園。1935年重建之前，其稱為伍德努克王宮。2006年，發生火災，至今已無法修復。宮殿遺址及其所在之土地曾係屬柔佛州的私人土地。大多數現代地圖上皆無繪制之，目前公眾無法參訪之。2025年，一項土地交換協議將宮殿土地的所有權重新轉讓給新加坡。
此前宮殿常與附近已拆除之泰瑟王宮相混淆，此兩座前宮殿之最明顯分別為屋瓦之色，即泰瑟王宮之瓦片為紅，而伍德努克王宮之瓦為藍。

## 歷史
1800年代中期，伍德努克別墅位處泰瑟公園，佔地36英畝，由英國商人約翰·迪爾·羅斯船長擁有。羅斯於1888年去世，其兒子小約翰·迪爾·羅斯在撰寫的傳記中紀念之。威廉·納皮爾擁有毗鄰一處莊園。1860 年，此兩土地均被賣予蘇丹阿布·巴卡。1862年，阿布·巴卡之父親天猛公·達因·依布拉欣去世后，成為柔佛州天猛公。在其父親去世三日後，遂從直落布蘭雅搬至新的聯合莊園泰瑟，並以伍德努克別墅為主要住所（Istana）。
伍德努克王宮是蘇丹阿布巴卡之第三任妻子法蒂瑪王妃的臨時住所，她負責監督正在建設中位於伍德努克王宮不遠處一座小山上之泰瑟王宮的設計和規劃。法蒂瑪王妃未能於在世時目睹自己所設計的宮殿竣工。泰瑟王宮於1892年竣工，即她1891年2月25日去世一年後。
阿布·巴卡於1895年4月14日立下遺囑，遺贈此宮殿予彼第四任妻子法蒂瑪王妃，並於1895年6月4日去世。 1904年2月1日，哈蒂亞王妃逝於宮中，阿布·巴卡之子兼繼任者Ibrahim Al-Marhum繼任。
以前的宮殿後來被清拆。在其原址上，一座替代建築——伍登·約克王宮，後來由雙邁建築設計公司之丹尼斯·桑特里設計，並由南洋結構公司。其於1932年開始施工，於1935年竣工，並及時慶祝柔佛蘇丹·依布拉欣62歲生日及其在位40周年。新宮殿乃為蘇丹·依布拉欣及其蘇格蘭妻海倫王妃興建。  因「伍登·約克」此名已根深蒂固，故除柔佛州的少數王室成員外，無廣泛使用其新名稱「伍德努克」。
1939年，為第二次世界大戰準備，蘇丹·依布拉欣借泰瑟莊園之一部分予印度陸軍為軍營區，以支持印度陸軍機械化。在1942年新加坡戰役開始之前，此宮殿本身素為蘇丹家族之皇家住所，而蘇丹·依布拉欣本人則主要駐紮於柔佛州。
1942年2月9日，新加坡戰役期間，此宮殿暫作高登·班涅特少將指揮的AIF 2/30 營之總部，而其更被駐紮在此處之營誤稱為「Tyersall Palace」。
1942年2月11日，日本迫擊炮彈襲擊表明荷蘭路及烏魯班丹路附近之交匯處已被日軍佔領，班涅特少將撤指揮部回東陵軍營。
新加坡於1945年解放後，此宮殿曾暫由將軍邁爾斯鄧普西佔領，又於1946年由總司令Montagu Stopford佔領。1947年1月16日，馬來亞總督馬爾科姆·麥克唐納與其妻Audrey Marjorie Rowley從加拿大長途跋涉後搬入宮殿。到1948年，此宮殿獲歸還予蘇丹供其官方使用。
1951年12月，柔佛州花費14,500新元修繕新山皇宮和大皇宮的屋頂。1957年至1986年間，宮殿及其建築群由看守人Hj. Sulaiman負責維護，彼獲聘於柔佛州議會，與家人居於距該建築不遠之處。
新加坡政府於1990年12月強制購買泰瑟公園，但該公園仍然無法向公眾開放，並被遺棄且無人打理。因多年廢棄，宮殿已成廢墟，且周圍被茂密之植被覆蓋。由於交通不便，使此處成為靈異探究者及攝影師之聚集地，而其牆壁上為破壞者所塗鴉，更被附近建築地盤之工人用作商店。
2006年7月10日，因吸毒者而引發大火，宮殿被焚燬，其藍色屋頂瓦片塌陷，無法修復而結構不穩。2015年4月，通往該處的林間小路被新加坡警察部隊封鎖。2016年2月，眾人在道路附近發現一塊警察牌，此牌警告潛在之侵入者遠離。

### 土地交換
2025年，新加坡政府與柔佛王儲東姑依斯邁達成了一項土地交換協議。面積13公頃的宮殿莊園及其周邊土地作為C地塊的一部分移交給新加坡，而新加坡則將一塊名為A地塊的國有土地讓與柔佛。A地塊位於B地塊的西側，B地塊是中心地塊，包含曾經的泰瑟王宮所在地，該宮殿於1935年被拆除。